# Santa Mónica (título cardenalicio)
Santa Mónica es un título cardenalicio de la Iglesia Católica. Fue instituido por Francisco en 2023. Su primer titular fue el entonces cardenal Robert Prevost (ahora el papa León XIV), creado en el consistorio celebrado el 30 de septiembre de 2023.

## Titulares
- Robert Prevost, O.S.A. (30 de septiembre de 2023 - 6 de febrero de 2025)